# Molkebier
Als Molkebier wird Bier bezeichnet, das unter Zugabe von Molke gebraut wird. Die Molke wird zur Würze oder zum Jungbier zugegeben, wodurch die Zuckeranteile der Molke mitvergoren werden. Für einen geregelten Vergärungsprozess ist es wichtig, dass die Molke zuvor pasteurisiert wird.

## Geschichte
Molkebiere hatten eine besondere Konjunktur in den Jahren nach den Weltkriegen, als es für den tradierten Brauprozess nicht genügend Malz gab. In Flensburg durfte zeitweise für die Bevölkerung nur Bier aus Molke gebraut werden, ähnliches galt auch für die Holsten-Brauerei.
Mit Molke und/oder anderen Milchbestandteilen eingebraute Biersorten gab es aber bereits lange vorher schon. In Großbritannien ließ sich John Henry Johnson 1875 ein milk beer patentieren, das mit Molke, Lactose und Hopfen eingebraut wurde. Daraus entstand 1907 das Mackeson Stout, ein Milk Stout mit ca. 3 % ABV, das derzeit von ABInbev gebraut und vertrieben wird.
In den 1950er Jahren wurde von Robert Barth in der Schweiz das Erfrischungsgetränk Rivella aus einer Rezeptur für Molkebier entwickelt.